# Joe Cole
Joseph „Joe” John Cole (n. 8 noiembrie 1981, Londra) este un fost jucător profesionist de fotbal englez. El și-a început cariera cu West Ham United, unde a jucat mai mult de 100 de jocuri pe parcursul a cinci ani, până când a plecat la Chelsea în 2003. În vara anului 2010, Joe Cole s-a transferat la Liverpool FC după ce rămăsese liber de contract. El a câștigat o serie de trofee cu Chelsea, inclusiv două titluri de Premier League și Cupa Angliei în 2007.